# NGC 1275
NGC 1275 je galaksija u zviježđu Perzej.

## Vanjske poveznice
- SEDS: NGC 1275